# نیروهای دفاعی کنیا
نیروهای دفاعی کنیا (انگلیسی: Kenya Defence Forces) مجموعه نیروهای مسلح کنیا است، که سازمان آن در سال ۱۹۳۹ تشکیل شد.